# 小行星8080
小行星8080（英語：8080 Intel）是一颗围绕太阳公转的小行星。1987年11月17日，CERGA在科索尔发现了此天体。
这颗小行星的绝对星等为60.11863275526657等。